# Leo Kornbrust

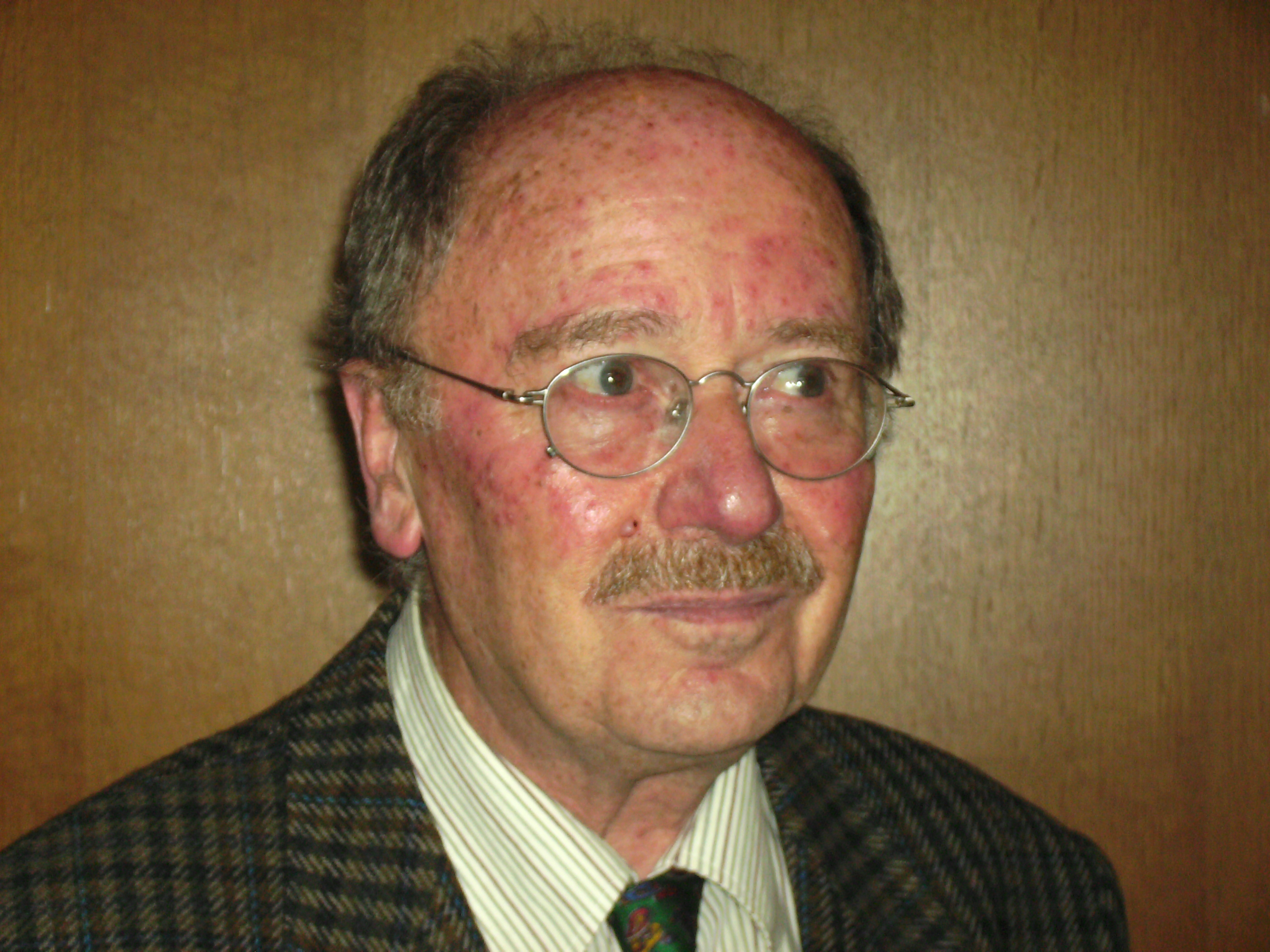
Leo Kornbrust (2007)

Leo Kornbrust (* 31. August 1929 in St. Wendel, Saargebiet; † 20. Juli 2021 ebenda) war ein deutscher Bildhauer.

## Leben
Nach einer Schreinerlehre und einer Bildhauerausbildung studierte er von 1951 bis 1957 an der Akademie der bildenden Künste in München als Schüler der Bildhauerklasse von Toni Stadler, der als ein wichtiger Vertreter der „Münchner Archaik“ galt. Im Jahre 1957 bezog er ein Atelier in München, von dem er 1960 wieder nach St. Wendel zurückkehrte. Er erhielt 1978 eine Professur am Lehrstuhl für Bildhauerei in Verbindung mit Architektur an der Akademie der Bildenden Künste in München, an der er von 1991 bis 1993 auch Prorektor war. Ende der 1990er Jahre wurde er emeritiert. Leo Kornbrust war Mitglied im Deutschen Künstlerbund.
Kornbrust war mit der 2009 im Alter von 78 Jahren verstorbenen saarländischen Schriftstellerin und Lyrikerin Felicitas Frischmuth verheiratet. Er lebte und arbeitete in seinem Geburtshaus an der Damra, einer Natur- und Kulturlandschaft in der Nähe von St. Wendel. Dort starb er am 20. Juli 2021 im Alter von 91 Jahren.

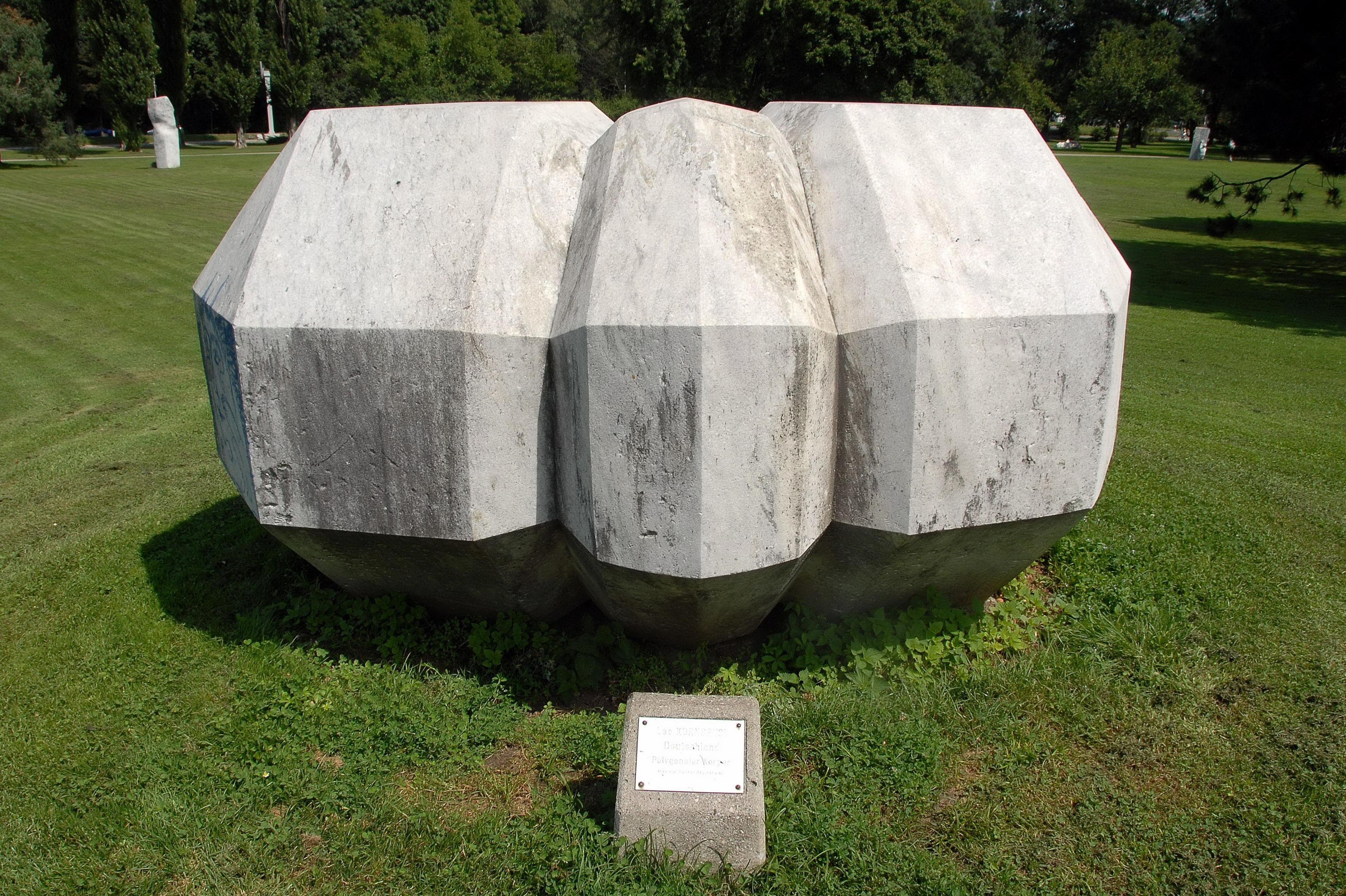
„Polygonaler Körper“ aus Krastaler Marmor, aufgestellt im Europapark Klagenfurt, Kärnten, Österreich

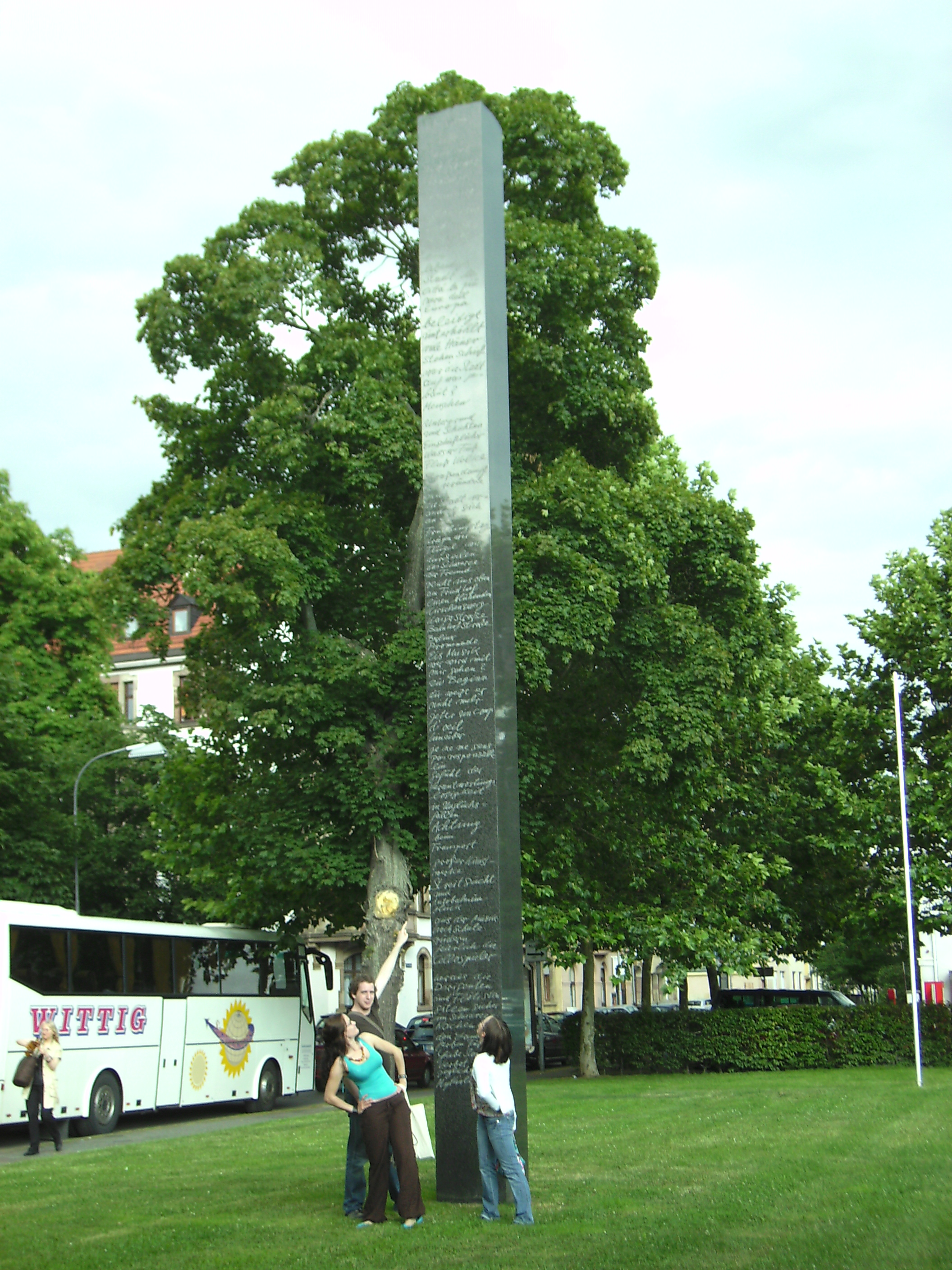
Stele mit Texten von Felicitas Frischmuth vor dem Saarlandmuseum, Saarbrücken

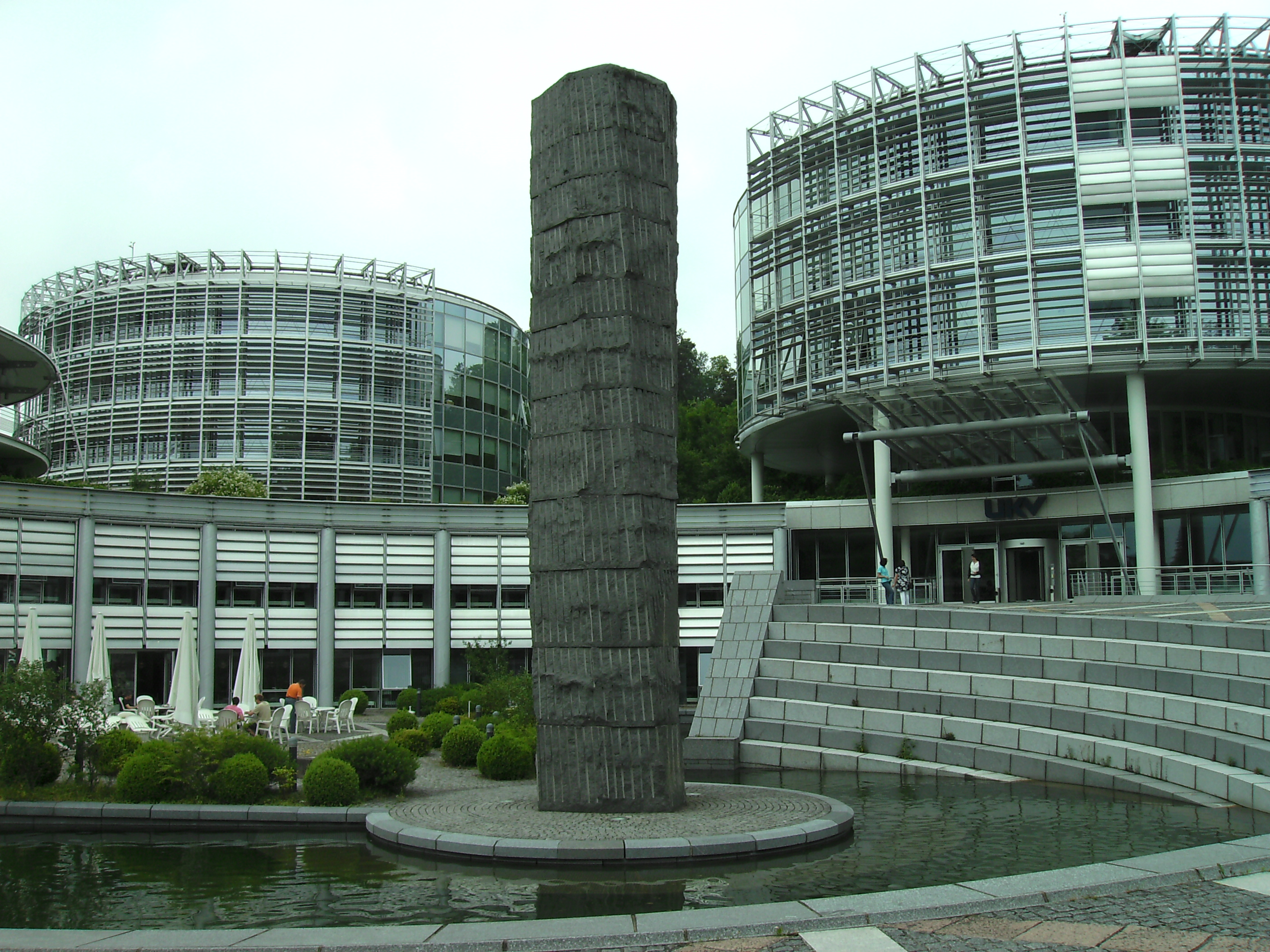
Basaltstele in der Brunnenanlage des UKV-Gebäudes (Saarbrücken)

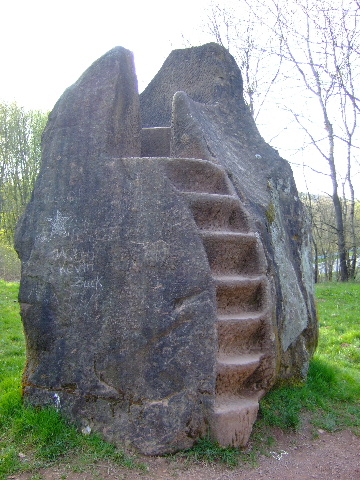
Leo Kornbrust: Liebesthron, 1979 / Straße der Skulpturen

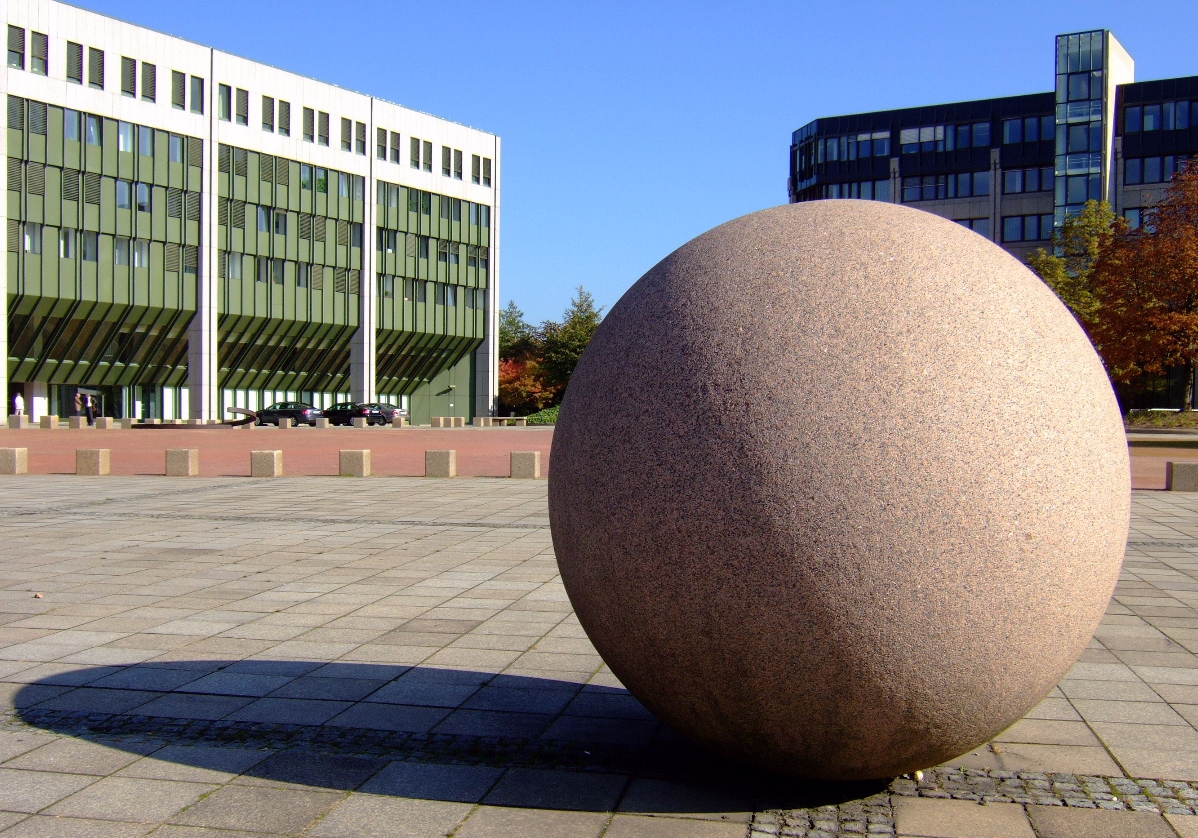
Leo Kornbrust: o.T., 1987 / Bonn

## Werk
Ausgangspunkt für seine Bildhauerei war in den Münchener Anfangszeiten die menschliche Figur. Er modellierte während seiner Studienzeit Frauenakte und menschliche Köpfe, die dem künstlerischen Einfluss seines Lehrers unterlagen. Nach einer Phase des ausschließlichen Modellierens mit Ton und anderen Materialien wandte sich Kornbrust Anfang der 1960er Jahre der Bearbeitung von Steinen zu. Damit einher ging seine Hinwendung von bislang vegetativen Formen hin zu einer abstrakten Formensprache, zu konkret-konstruktiven Elementen, die in seinen künstlerischen Entwicklungsphasen immer stringenter wurden. Seine bevorzugten Materialien wurden Basalt-Lava und dunkler Granit.
Zahlreiche Plastiken Kornbrusts stehen im öffentlichen Raum. Renommierte Wirtschaftsunternehmen vergaben Auftragsarbeiten für die künstlerische Umfeldgestaltung ihrer Verwaltungsgebäude an den Künstler. Als exemplarisches Beispiel kann seine 1995 fertiggestellte Skulptur „Hohes Siebeneck“, eine Großplastik am Gebäude der Union Krankenversicherung AG (UKV) in Saarbrücken, dienen.
1974 drehte Kornbrust zusammen mit seiner Frau eine Episode der Fernseh-Dokumentarreihe „Topografie“ für Südwest 3. Der Film mit dem Titel „Topografie V – St. Wendel, Namen und Gesichter 1974“ (Kamera und Regie: Ohm Wegener) zeigt die Entwicklung seiner Heimatstadt unter dem damaligen Bürgermeister Jakob Feller und dessen Vorgänger Franz Gräff.

## Straße der Skulpturen
Anfang der 1970er Jahre schuf der Künstler in Zusammenarbeit mit seiner Ehefrau eine Reihe so genannter „Schrift-Skulpturen“. In Obelisk-ähnliche und Würfel-Plastiken arbeitete Kornbrust mit Hilfe eines Sandstrahls oder eines Vidia-Griffels Texte seiner Ehefrau ein. Das wohl bedeutendste Exemplar aus dieser Arbeitsphase, eine etwa sechs Meter hohe Säule aus poliertem Granit, ist vor dem Gebäude der Modernen Galerie in Saarbrücken aufgestellt.
In den Jahren 1967 bis 1970 wurde Kornbrust zur Teilnahme an dem Symposion Europäischer Bildhauer nach St. Margarethen im Burgenland eingeladen. Dort lernte er den Bildhauerkollegen Karl Prantl und dessen Idee von Skulpturenstraßen kennen. 1971 initiierte Kornbrust selbst das mittlerweile europaweit bekannte „Internationale Steinbildhauersymposion St. Wendel“, in dessen Verlauf zahlreiche Großplastiken internationaler Künstler entstanden. 1979 wurden diese und weitere neue Großplastiken im natürlichen Umfeld der „Damra“ zu einer „Straße der Skulpturen“ angeordnet, die Kornbrust als Hommage an den von ihm verehrten Künstler Otto Freundlich und dessen pazifistischer Idee einer „Straße des Friedens“, einer europäischen Skulpturenstraße von Paris bis Moskau, verstanden wissen wollte. Im Jahr 2002 wurde die Straße der Skulpturen (St. Wendel) mit einem ähnlichen saarländischen Projekt des Bildhauers Paul Schneider, „Steine an der Grenze“, verbunden; an der Schnittstelle bei den Gemeinden Gehweiler (bei Wadern) und Oberlöstern wurde als sichtbares Zeichen der Verbindung jeweils eine Plastik der beiden Initiatoren Leo Kornbrust und Paul Schneider aufgestellt.

## Auszeichnungen und Preise
- 1957: Stipendium der Studienstiftung des Deutschen Volkes
- 1959: Rom-Stipendium der Villa Massimo
- 1966: Stipendium an der Cité Internationale des Arts Paris
- 1967: Albert-Weisgerber-Preis für Bildende Kunst der Stadt St. Ingbert
- 1984: Kunstpreis des Saarlandes
- 1985: Mia-Münster-Preis der Stadt St. Wendel
- 1995: Preis der Sparda-Bank Südwest für Besondere Leistungen der Kunst im öffentlichen Raum
- 1998: Bundesverdienstkreuz 1. Klasse
- 1999: Korrespondierendes Mitglied der Bayerischen Akademie der Schönen Künste
- 2019: Ehrenbürger der Stadt St. Wendel[8]